# Linda Celani
Linda Celani (Roma, 21 maggio 1969) è un'attrice italiana.

## Biografia
Ha lavorato come attrice televisiva in diverse miniserie e fiction italiane prodotte dalla Rai.

## Filmografia

### Televisione
- Casa Cecilia – serie TV,  episodio 2x02 (1983)
- Voglia di volare – miniserie TV, 4 episodi (1984)
- Voglia di cantare – miniserie TV, 4 episodi (1985)
- Come stanno bene insieme – miniserie TV, episodi 1x01-1x02-1x03 (1989)
- Donna – miniserie TV, episodi 1x01-1x04 (1996)
- Una donna per amico – serie TV, episodi 1x03 (1998)
- Non lasciamoci più – miniserie TV, episodio 1x02 (1999)
- Stiamo bene insieme – miniserie TV (2002)
- Il maresciallo Rocca – serie TV, episodi 4x05 (2003)
- Madre come te, regia di Vittorio Sindoni – film TV (2004)
- Una sera d'ottobre – miniserie TV (2009)